# Veliki Stjenjani
Veliki Stjenjani (en serbe cyrillique : Велики Стјењани) est un village de Bosnie-Herzégovine. Il est situé sur le territoire de la Ville de Bihać, dans le canton d'Una-Sana et dans la fédération de Bosnie-et-Herzégovine. Selon les premiers résultats du recensement bosnien de 2013, il ne compte plus aucun habitant.

## Démographie

### Évolution historique de la population
| 1948 | 1953 | 1961 | 1971 | 1981 | 1991 | 2013 |
| ---- | ---- | ---- | ---- | ---- | ---- | ---- |
| -    | -    | 255  | 198  | 92   | 57   | 0    |

|  |